# Sant'Ugo nel refettorio dei Certosini
Sant’Ugo nel refettorio dei Certosini  è un dipinto barocco del pittore spagnolo Francisco de Zurbarán realizzato intorno al 1630-1655 e conservato conservato nel Museo di belle arti di Siviglia in Spagna.

## Descrizione e stile
La scena mette di fronte a una vasta natura morta. Il corpo verticale dei certosini, Sant’Ugo e il paggio sono tagliati da una tavola a L, coperta con un panno che cade quasi a terra. Il paggio è al centro. Il corpo arcuato del vescovo a destra e il ritorno del tavolo a sinistra impediscono ogni sensazione di rigidezza che potrebbe derivare da questa scena austera.
Davanti a ogni certosino ci sono coppe di terracotta contenenti carne e pezzi di pane. Due brocche di terracotta, una ciotola rovesciata e due coltelli abbandonati (che sono stati usati per tagliare la carne) contribuiscono a rompere una disposizione che potrebbe essere monotona se non fosse già alleggerita dal fatto che gli oggetti hanno una varietà di disposizioni rispetto al bordo del tavolo. Il lavoro ne guadagna in vita: ci sono uomini qui, non geometrici angeli.

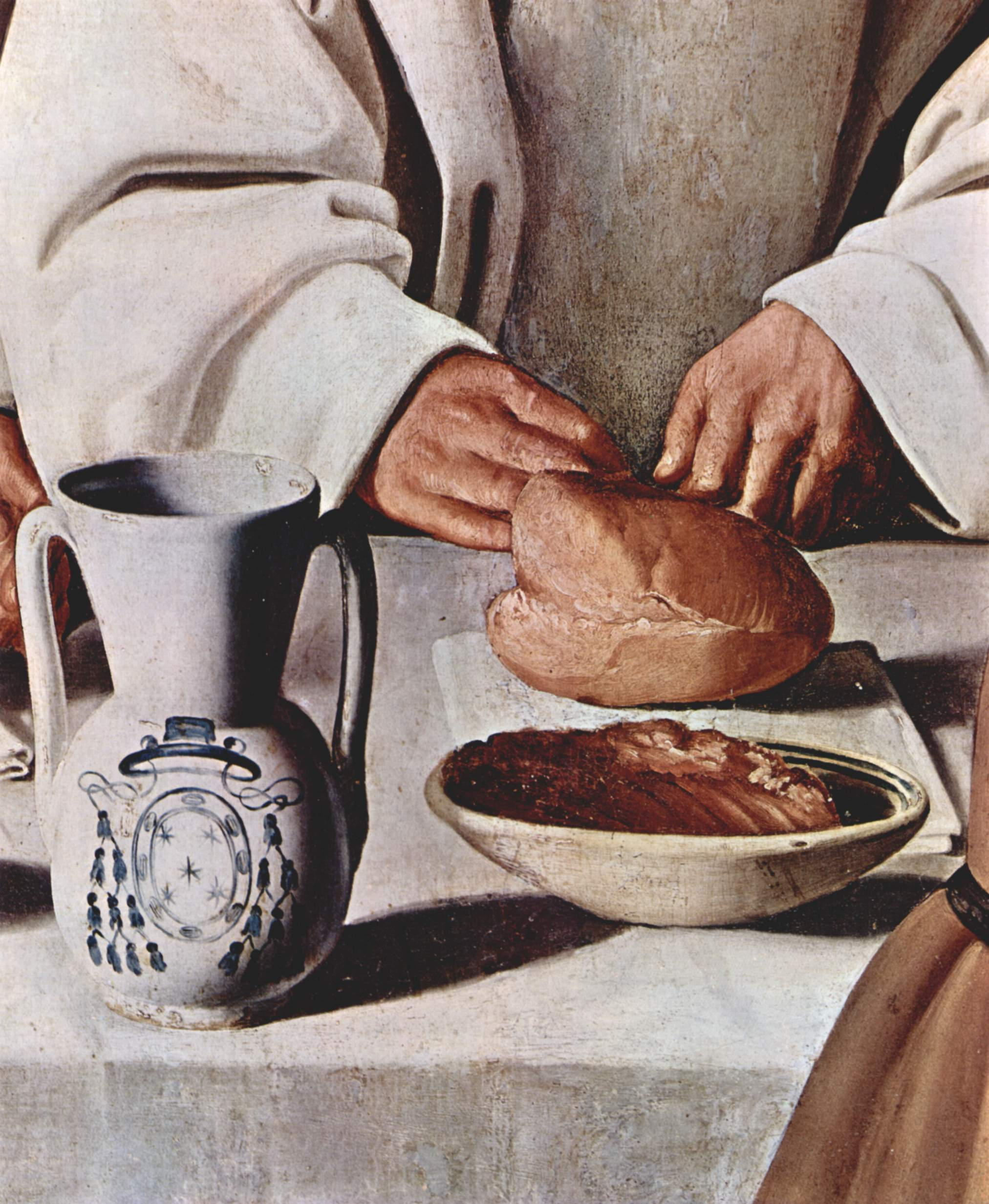
Dettaglio.

I primi sette certosini, tra cui Bruno, il fondatore, furono nutriti da Sant’Ugo, allora vescovo di Grenoble. Un giorno, quest'ultimo manda loro della carne. I monaci si chiedono se infrangeranno il loro voto accettando di mangiarne. Durante la loro discussione, cadono in un sonno estatico. Quarantacinque giorni dopo, Sant’Ugo li avverte che verrà a trovarli. Il suo messaggero ritorna e gli dice che i certosini sono seduti davanti alla carne. Scandalo: siamo in quaresima. Sant’Ugo va al monastero e trova il reato. Quando i monaci si svegliano, chiedono a San Bruno se conosce la data liturgica del giorno. Quest'ultimo gli dà una data di quarantacinque giorni prima e spiega l’oggetto del loro dibattito. Sant’Ugo si sporge verso i piatti e vede la carne trasformarsi in cenere. I monaci decidono che la regola che proibisce il consumo di carne non subirà eccezioni.